# إسماعيل ألفارادو
إسماعيل ألفارادو (بالإسبانية: Ismael Alvarado)‏ هو لاعب كرة قدم ومدرب كرة قدم بيروفي، ولد في 22 أكتوبر 1980 في ليما في بيرو. شارك مع منتخب بيرو لكرة القدم. أما مع النوادي، فقد لعب مع أليانزا ليما وسبورت وانكايو وسيينسيانو وغوانغجو إفرغراند تاوباو ونادي سبورتينغ كريستال.

## وصلات خارجية
- إسماعيل ألفارادو على موقع قاعدة بيانات كرة القدم.إي يو (الإنجليزية)
- إسماعيل ألفارادو على موقع ناشيونال فوتبول تيمز (الإنجليزية)
- إسماعيل ألفارادو على موقع عالم كرة القدم.نت (الإنجليزية)